# Herrarnas 400 meter medley vid världsmästerskapen i kortbanesimning 2024
Herrarnas 400 meter medley vid världsmästerskapen i kortbanesimning 2024 avgjordes den 14 december 2024 i Donau Arena i Budapest i Ungern.
Guldet togs av Ilja Borodin som tävlade för Neutral Athletes B efter ett lopp på 3 minuter och 56,83 sekunder. Silvret togs av amerikanske Carson Foster och bronset togs av italienske Alberto Razzetti.

## Rekord
Inför tävlingens start fanns följande världs- och mästerskapsrekord:
|                   | Namn        | Nation | Tid     | Ort                          | Datum            |
| ----------------- | ----------- | ------ | ------- | ---------------------------- | ---------------- |
| Världsrekord      | Daiya Seto  | Japan  | 3.54,81 | Las Vegas, USA               | 20 december 2019 |
| Mästerskapsrekord | Ryan Lochte | USA    | 3.55,50 | Dubai, Förenade arabemiraten | 16 december 2010 |

## Resultat

### Försöksheat
Försöksheaten startade klockan 09:28.
| Placering | Heat | Bana | Namn                 | Nationalitet       | Tid     | Noteringar |
| --------- | ---- | ---- | -------------------- | ------------------ | ------- | ---------- |
| 1         | 3    | 8    | Max Litchfield       | Storbritannien     | 4.00,37 | 0Q0        |
| 2         | 3    | 4    | Ilja Borodin         | Neutral Athletes B | 4.01,28 | 0Q0        |
| 3         | 4    | 9    | Tristan Jankovics    | Kanada             | 4.02,01 | 0Q0        |
| 4         | 4    | 2    | Carson Foster        | USA                | 4.02,11 | 0Q0        |
| 5         | 4    | 4    | Alberto Razzetti     | Italien            | 4.02,18 | 0Q0        |
| 6         | 3    | 5    | Kaito Tabuchi        | Japan              | 4.03,85 | 0Q0        |
| 7         | 4    | 6    | Trenton Julian       | USA                | 4.03,96 | 0Q0        |
| 8         | 3    | 6    | Apostolos Papastamos | Grekland           | 4.04,24 | 0Q0        |
| 9         | 4    | 5    | Daiya Seto           | Japan              | 4.05,45 | R          |
| 10        | 4    | 3    | David Schlicht       | Australien         | 4.05,63 | R          |
| 11        | 3    | 1    | Robert Badea         | Rumänien           | 4.06,42 | 0NR0       |
| 12        | 3    | 0    | Cedric Büssing       | Tyskland           | 4.06,73 |            |
| 13        | 2    | 6    | Dominik Török        | Ungern             | 4.06,80 |            |
| 14        | 4    | 1    | Gábor Zombori        | Ungern             | 4.07,25 |            |
| 15        | 3    | 7    | Jakub Bursa          | Tjeckien           | 4.08,02 |            |
| 16        | 3    | 3    | Huang Zhiwei         | Kina               | 4.08,87 |            |
| 17        | 2    | 3    | Fu Kun-ming          | Taiwan             | 4.09,36 |            |
| 18        | 2    | 4    | Marius Toscan        | Schweiz            | 4.10,39 |            |
| 19        | 3    | 2    | Darius Coman         | Rumänien           | 4.10,78 |            |
| 20        | 4    | 0    | Richard Nagy         | Slovakien          | 4.11,09 |            |
| 21        | 2    | 0    | Jarod Arroyo         | Puerto Rico        | 4.11,55 |            |
| 22        | 1    | 5    | Jaouad Syoud         | Algeriet           | 4.11,71 | 0NR0       |
| 23        | 4    | 8    | Samuel Lewis Brown   | Nya Zeeland        | 4.12,33 |            |
| 24        | 2    | 2    | Heorhij Lukasjev     | Ukraina            | 4.12,44 |            |
| 25        | 1    | 4    | Nguyễn Quang Thuấn   | Vietnam            | 4.12,94 |            |
| 26        | 3    | 9    | Jack Cassin          | Irland             | 4.12,96 |            |
| 27        | 2    | 1    | Zackery Tay          | Singapore          | 4.13,98 | 0NR0       |
| 28        | 2    | 8    | Daniil Giourtzidis   | Grekland           | 4.14,07 |            |
| 29        | 1    | 3    | Juraj Barčot         | Kroatien           | 4.14,51 |            |
| 30        | 4    | 7    | He Yubo              | Kina               | 4.14,55 |            |
| 31        | 1    | 1    | Kristaps Miķelsons   | Lettland           | 4.16,73 |            |
| 31        | 2    | 5    | Belhassen Ben Miled  | Tunisien           | 4.16,73 |            |
| 33        | 1    | 2    | Oliver Durand        | Namibia            | 4.16,99 |            |
| 34        | 1    | 6    | Matheo Mateos        | Paraguay           | 4.17,95 |            |
| 35        | 2    | 7    | Tan Khai Xin         | Malaysia           | 4.18,63 |            |
| 36        | 2    | 9    | Kian Keylock         | Sydafrika          | 4.23,22 |            |
| 37        | 1    | 7    | Sam Williamson       | Bermuda            | 4.23,25 |            |
| 38        | 1    | 8    | Hussaine Taha        | Oman               | 4.36,34 |            |

### Final
Finalen startade klockan 18:42.
| Placering | Bana | Namn                 | Nationalitet       | Tid     | Noteringar |
| --------- | ---- | -------------------- | ------------------ | ------- | ---------- |
| 1         | 6    | Ilja Borodin         | Neutral Athletes B | 3.56,83 |            |
| 2         | 6    | Carson Foster        | USA                | 3.57,45 |            |
| 3         | 2    | Alberto Razzetti     | Italien            | 3.58,83 |            |
| 4         | 7    | Kaito Tabuchi        | Japan              | 4.00,43 |            |
| 5         | 5    | Max Litchfield       | Storbritannien     | 4.00,50 |            |
| 6         | 3    | Tristan Jankovics    | Kanada             | 4.00,57 | 0NR0       |
| 7         | 8    | Apostolos Papastamos | Grekland           | 4.04,26 |            |
| 8         | 1    | Trenton Julian       | USA                | 4.05,81 |            |